# Fobaproa
Het Bankfonds voor de Bescherming van Spaargelden (Spaans: Fondo Bancario de Protección al Ahorro) oftewel Fobaproa is een fonds in Mexico dat in 1990 is opgericht om liquiditeitsproblemen van het banksysteem van dat land op te lossen. Fobaproa werd vooral benut tijdens de economische crisis van 1994-1995 om te voorkomen dat de Mexicaanse banken bankroet zouden gaan en daarmee de economie van Mexico zouden beschadigen. Wegens corruptieschandalen die sindsdien aan het licht zijn gekomen is het fonds steeds meer onder vuur komen te liggen.
Nadat maatregelen waren genomen om een nieuwe ciris te voorkomen werd Fobaproa in 1998 ontbonden. De openstaande schulden van het fonds werden bij de staatsschuld gevoegd.